# Samir Mane
Samir Mane (ur. 24 grudnia 1967 w Korczy) – albański przedsiębiorca, najbogatszy człowiek w Albanii; w sierpniu 2013 jego majątek był szacowany na ok. 1,2 mld dolarów. Jest tym samym uważany za pierwszego albańskiego miliardera.

## Życiorys
W 1991 wyemigrował do Austrii, gdzie przebywał w obozie dla uchodźców w Traiskirchen. Przez krótki czas pracował w Austrii jako tłumacz.

### Przedsiębiorstwa
W 1993 założył w Albanii przedsiębiorstwo Albatrade (później zmieniło nazwę na Balfin), które zajmowało się początkowo handlem i importem sprzętów AGD i RTV. Od 2002 Balfin działa w sektorze budownictwa i zarządzania nieruchomościami. Dzięki założeniu tego przedsiębiorstwa, Mane już w wieku ok. 25 lat został milionerem.
W 2005 Mane założył w Tiranie Centrum Handlowe Univers (Qendra Tregtare Univers), które ma powierzchnię ok. 47 tys. m². Otwarto tam należącą do grupy Balfin pierwszą sieć supermarketów w Albanii Euromax, która po trzech latach została wykupiona przez serbską grupę detaliczną Delta Maxi Group za 29 mln euro. Pod koniec 2012 grupa Balfin odkupiła sieć Euromax, jednak za znacznie niższą wartość. Niedługo potem Euromax został wykupiony przez grecką grupę Marinopoulos.
Również w 2005 w Centrum Handlowym Univers, Mane założył sklep odzieżowy Fashion Group, który importuje do Albanii odzież popularnych marek.
W 2011 Mane zainwestował ok. 50 mln euro w budowę Centrum Handlowego Tirana East Gate, zajmującego powierzchnię ponad 90 tys. m² i będącego najnowocześniejszym i największym centrum handlowym Albanii.
Należąca do Manego Grupa Balfin w październiku 2012 zrealizowała jedną ze swoich najważniejszych zagranicznych inwestycji: centrum handlowe Skopje City Mall w Skopje o wartości 68 mln euro. W tym samym roku grupa Balfin rozpoczęła budowę Tirana Logistic Park – największego centrum logistycznego w Albanii. Na budowę tego obiektu przeznaczono 44 mln euro.
W styczniu 2013 Grupa Balfin wykupiła spółkę AlbChrome zajmującą się wydobyciem i przetwarzaniem chromu w Albanii. W tym samym roku grupa Manego założyła w Czarnogórze markę Techno Market, będącą tam drugą co do wielkości marką sprzętu AGD.
Do Samira Manego należy 98,83% akcji banku Tirana Bank.

## Wyróżnienia
W 2008 Samir Mane został wyróżniony przez prestiżowy dziennik „Financial Times”. Jest uważany za jednego z najbardziej wpływowych albańskich przedsiębiorców.